# Proclamação do Império da China (1915)

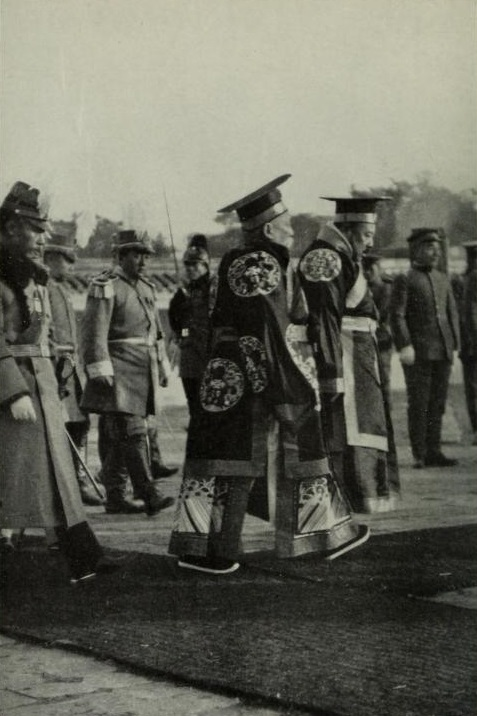
Yuan Shikai como Imperador Hongxian, durante a cerimonia de coroação

O Império da China, por vezes chamado de Monarquia Hongxian, foi proclamado em 12 de Dezembro de 1915 pelo então presidente da república da china, Yuan Shikai sob a justificativa de que o "sistema republicano não era compatível com a cultura chinesa".

## Antecedentes
Após a Revolução Xinhai em 1911, liderada pela organização revolucionária, Tongmenghui, a monarquia na China, liderada pelos Qing, havia sido abolida e transformada em uma república em 1º de Janeiro de 1912. Yuan Shikai em troca de forçar o imperador a abdicar em favor da república, ele deveria ser nomeado como presidente da China, o que foi concordado pelo presidente provisório Sun Yat-sen.
Em 1915, começou-se a circular especulações, em jornais japoneses, de que Shikai estaria tentado a restaurar a monarquia, todavia, este negou; apesar que, o mesmo era adepto ao pensamento de que "o republicanismo não era viável para as condições nacionais da China". Yuan Shikai era visto pelos veteranos da Revolução Xinhai como um tirano autoritario, e muito de sua imagem foi vista como negativa após o assassinato de Song Jiaoren em 1913, candidato pelo Partido Nacionalista a Primeiro-Ministro da China.

## Proclamação
Durante uma das reuniões da assembleia nacional chinesa, em Setembro de 1915, aliados de Shikai promoveram a mudança do regime através de uma petição para tornar a China um modelo imperial semelhante ao Japão. Após a petição, Yuan Shikai seguiu em Dezembro de 1915 para a proclamação do império, seguindo a cultura Han e não mais Manchu, como era feito na Dinastia Qing.

## Consequências
Com a proclamação do Império da China, Yuan Shikai foi acusado de ser um tirano pela oposição. Em resposta, Shikai mobilizou o Exército de Beiyang e se iniciam o Movimento de Proteção Constitucional, a continuação da Segunda Revolução, promovida por Sun Yat-sen, anos antes. Yuan Shikai também cedeu completamente o controle das províncias da China para os generais, o que deu início também a era dos senhores da guerra.

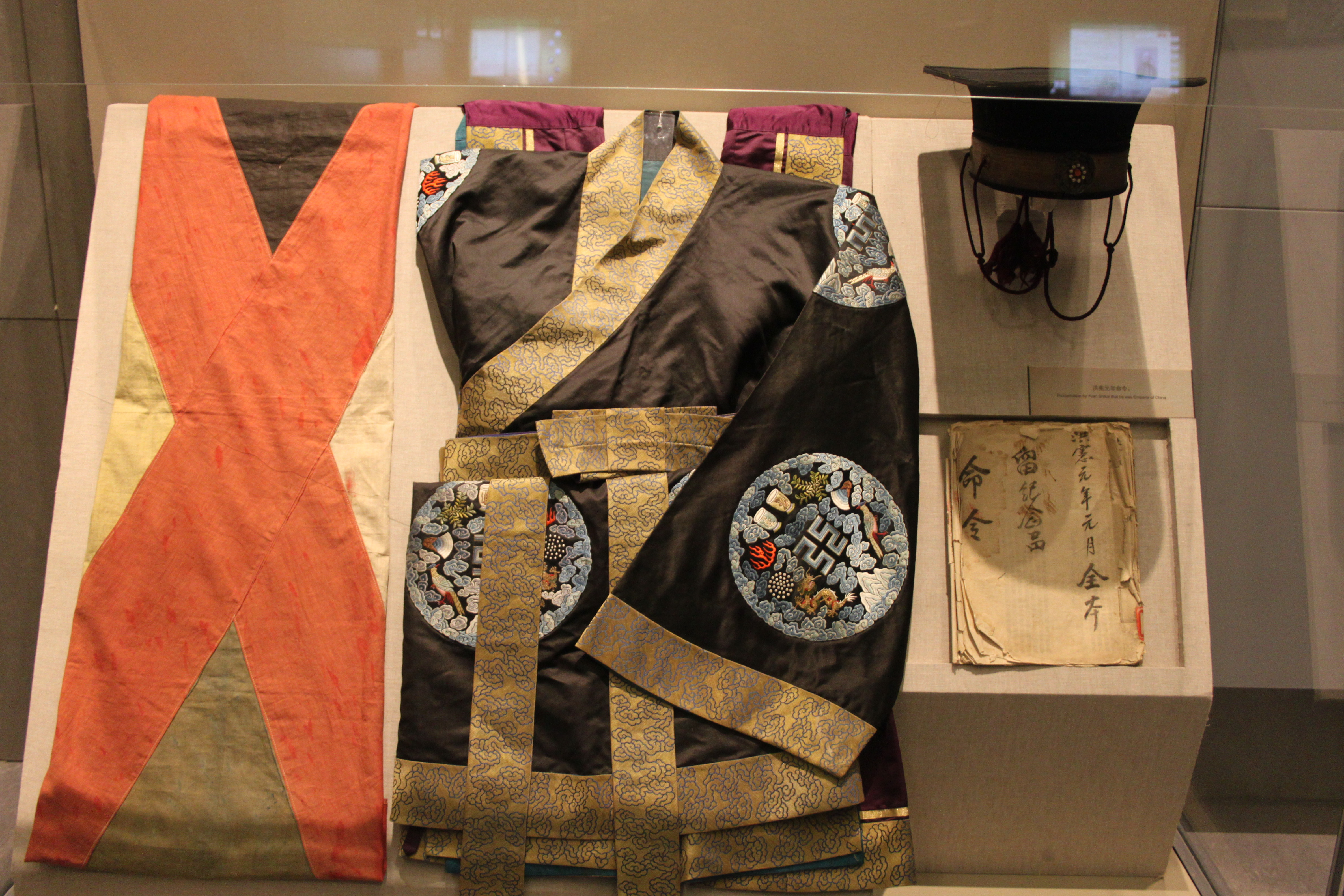
Acessórios usados por Yuan Shikai (imagem) durante a proclamação do império da China, incluindo a nova bandeira chinesa. (na esquerda)

## Ver Também
- Império da China (1915–1916)
- Yuan Shikai
- Autogolpe
- Restauração Manchu
- Junta de Proteção Constitucional